# جيفري ولدريدغ
جيفري ولدريدغ (بالإنجليزية: Jeffrey Wooldridge)‏ هو اقتصادي أمريكي، ولد في 15 يناير 1960.